# Sabanilla (Guayas)
Sabanilla ist eine Ortschaft und eine Parroquia rural („ländliches Kirchspiel“) im Kanton Pedro Carbo der ecuadorianischen Provinz Guayas. Die Parroquia besitzt eine Fläche von 318,7 km². Beim Zensus im Jahr 2010 lebten 6889 Menschen im Verwaltungsgebiet.

## Lage
Die Parroquia Sabanilla liegt größtenteils im Tiefland nordwestlich von Guayaquil. Die Längsausdehnung in SW-NO-Richtung beträgt etwa 27 km. Das Gebiet reicht vom Hauptkamm der Cordillera Chongón Colonche im Südwesten bis zum Flusslauf des Río Magro (im Oberlauf Río Pedro Carbo) im Nordosten. Der etwa 55 m hoch gelegene Hauptort Sabanilla befindet sich 3 km südsüdöstlich vom Kantonshauptort Pedro Carbo sowie 55 km nordwestlich der Provinzhauptstadt Guayaquil. Die Fernstraße E482 von Pedro Carbo nach Nobol führt durch Sabanilla.
Die Parroquia Sabanilla grenzt im Südwesten an die Provinz Santa Elena mit den Parroquias Simón Bolívar und Colonche (beide im Kanton Santa Elena), im Westen und im Norden an die Parroquia Pedro Carbo sowie im Osten an den Kanton Isidro Ayora.

## Geschichte
Die Parroquia Sabanilla wurde am 7. August 1992 gegründet (Registro Oficial N° 995).